# 他新
他新（1929年1月—2009年10月13日）藏族，四川省巴塘县人，中华人民共和国官员。

## 生平
1949年9月，他新参加革命工作，1950年1月加入中国共产党。他新历任西康省巴塘县“东藏民族青年同盟”支部委员、小组长，第二野战军第十八军南路先遣支队司令部藏文干事、宣传员、宣传队队长，昌都地区人民解放委员会政务组行政科、司法科科员，西藏军区帕里物资转运站、亚东物资转运站秘书组组长，西藏军区后勤部亚东兵站行政组组长、亚东仓库代理政治指导员，西藏自治区筹备委员会筹备处办公室秘书、办公厅秘书科行政股股长，畜牧处办公室秘书科副科长、副主任、代理主任，西藏公学教务处学生组组长，拉萨市军管会文教处处长，拉萨市人民政府文教处处长，拉萨市副市长，拉萨市委副书记、副市长，西藏民族学院副院长，西藏自治区医学院副院长，西藏自治区出版局党组成员、副局长，西藏自治区教育厅党组副书记、厅长等职。1988年3月，经组织批准，他新离休。
2009年10月13日，他新在成都病逝，享年81岁。